# Goldfields-Esperance
 (janvier 2024).
Si vous disposez d'ouvrages ou d'articles de référence ou si vous connaissez des sites web de qualité traitant du thème abordé ici, merci de compléter l'article en donnant les références utiles à sa vérifiabilité et en les liant à la section « Notes et références ».
La région de Goldfields-Esperance est l'une des neuf régions de l'Australie-Occidentale.
Elle est limitée à l'est par l'Australie-Méridionale, au nord par les régions de Mid West et Pilbara, à l'ouest par celles de Great Southern et Wheatbelt et au sud par l'océan Austral.

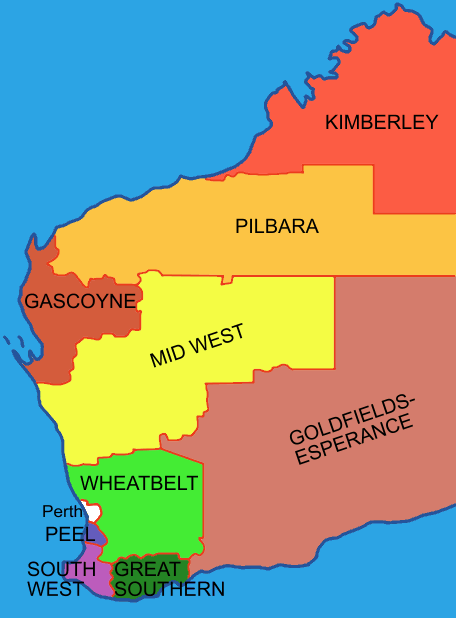
Carte des régions d'Australie-Occidentale.

Avec ses 771 276 km², c'est la plus grande des régions d'Australie occidentale, mais sa population n'est que de 59 000 habitants, dont plus de la moitié vit dans la ville de Kalgoorlie-Boulder, un quart dans le comté d'Esperance et le reste est éparpillé sur toute la région. 10 % de cette population est d'origine aborigène.
La région est handicapée par deux facteurs :
- l'ancienneté des sols, datant du Précambrien et qui n'ont jamais été remodelés, ce qui donne des terrains pauvres en nutriments et riches en sel.

- la sécheresse, avec des précipitations annuelles de 250 mm en moyenne et de fortes variations d'une année sur l'autre, à l'exception du Comté d'Esperance, où les pluies atteignent 630 mm par an. La plupart des précipitations de la région proviennent d'orages au printemps ou en été ou de bancs de nuages venus du nord-ouest en automne et en hiver, mais des cyclones venant de la région de Pilbara finissent parfois en grosses précipitations sur la région. Le changement climatique s'est fait largement sentir sur la région : dans la région de Kalgoorlie - Eucla - Wiluna - Giles, les précipitations annuelles ont augmenté de plus de 40 % depuis 1967. Ceci est probablement dû à la moindre fréquence de la présence d'un anticyclone sur l'intérieur du continent.

L'économie de la région est basée sur l'industrie minière, avec des mines d'or et de nickel et dans le comté d'Espérance sur l'agriculture céréalière et la pêche.